# Östra Tvärnö naturreservat
Östra Tvärnö naturreservat är ett naturreservat i Östhammars kommun i Uppsala län.
Området är naturskyddat sedan 2006 och är 96 hektar stort. Reservatet ligger längst ut på (halv)ön Tvärnö och består av  små åkrar, hagar och skog. 